# Майсен
Ма́йсен, ранее — Ме́йсен (нем. Meißen, в.-луж. Mišno, н.-луж. Mišnjo, чеш. Míšeň, пол. Miśnia) — город и административный центр одноимённого округа в Свободном государстве Саксония, к северо-западу от Дрездена на реке Эльбе.
Город всемирно известен благодаря мейсенскому фарфору, первому фарфору Европы с 1710 года.

## Географическое положение
Город Майсен расположен в 25 км северо-западнее Дрездена, в 100 км восточнее Лейпцига и в 40 км северо-восточнее Фрайберга. Он лежит в долине, образованной слиянием Эльбы и её притока Трибиш. К востоку от Майсена находятся города Косвиг и Радебойль. Высота города над уровнем моря составляет 95 м. К югу от Майсена находится Майсенское нагорье.
Город состоит из следующих районов: старый город — Плосен-Кёльн — Квестенберг — Трибишталь и Бушбад — Боницш — Шпар — Цашендорф — Лерха — Нидерфэре — Чайла — Клостерхойзер.

## История
Мейсенская марка 968–1002

Княжество западных полян 1002

 Мейсенская марка 1002–1423

 Курфюршество Саксония 1423–1697

 Польша-Саксония 1697–1706
 Курфюршество Саксония 1706–1709

 Польша-Саксония 1709–1763

 Курфюршество Саксония 1763–1806

 Королевство Саксония 1806–1871

 Германская империя 1871–1918

 Веймарская республика 1918–1933

 Третий рейх 1933–1945

 Германская Демократическая Республика 1949–1990

 Федеративная Республика Германия от 1990
В конце XII века под основанным в 929 году немецким королём Генрихом I Птицеловом замком Мисния из поселения возникает город Майсен (права города дарованы в 1332 году). Начиная с X века на берегу Эльбы под замком возникает рыночная площадь, в XI веке на так называемом Новом рынке — поселение немецких и еврейских торговцев, а с 1150 года вокруг нынешнего рынка — городские сооружения. Благодаря своему положению между Лейпцигом и Прагой, а также потребности в товарах в возникавших вокруг города деревнях, Майсен процветал.
С введением маркграфства и основанием епископства в 968 году Майсен становится административным центром марки Мейсен.
С переходом титула курфюрста Фридриху IV Сварливому в 1423 году Майсен становится центром курфюршества Саксония. Об этих временах напоминают готический собор, самый выдержанный по стилю в Германии, и первый в Германии дворец — замок Альбрехтсбург в позднеготическом стиле.
После Лейпцигского деления 1485 года веттинских земель резиденция была перенесена в Дрезден и Виттенберг.
В результате проведённой в 1539 году Реформации три находившиеся здесь монастыря были распущены, и в бывшем францисканском монастыре была открыта городская школа. С 1543 года в бывшем монастыре святой Афры находилась саксонская княжеская школа. В 1581 году было упразднено Мейсенское епископство.
Долгое время Майсен был городом, производящим полотно, но после Тридцатилетней войны это производство полностью пришло в упадок.
В 1710 году Августом Сильным была открыта мануфактура по производству фарфора, что дало городу новую жизнь.
В 1834 году город вновь испытывает промышленный рост. Возникли новые предприятия, с 1835 года по реке стали курсировать первые пароходы, а в 1860 году в городе появилась железная дорога. Майсен стал центром керамической промышленности Саксонии.
Две мировые войны обошли город стороной, не нанеся никаких значительных повреждений его исторической части.
Тем не менее, во времена нацизма также и в Майсене преследовались противники режима. Так, в 1943 году был убит социал-демократ, рабочий Макс Дитель. Жившие в городе еврейские семьи были либо изгнаны из города в сельскую местность, либо отправлены в концентрационные лагеря, например семья Лёвенталь, которая держала в Майсене универсальный магазин.
В 2002 году историческая часть города была сильно повреждена наводнением.

## Достопримечательности и культура

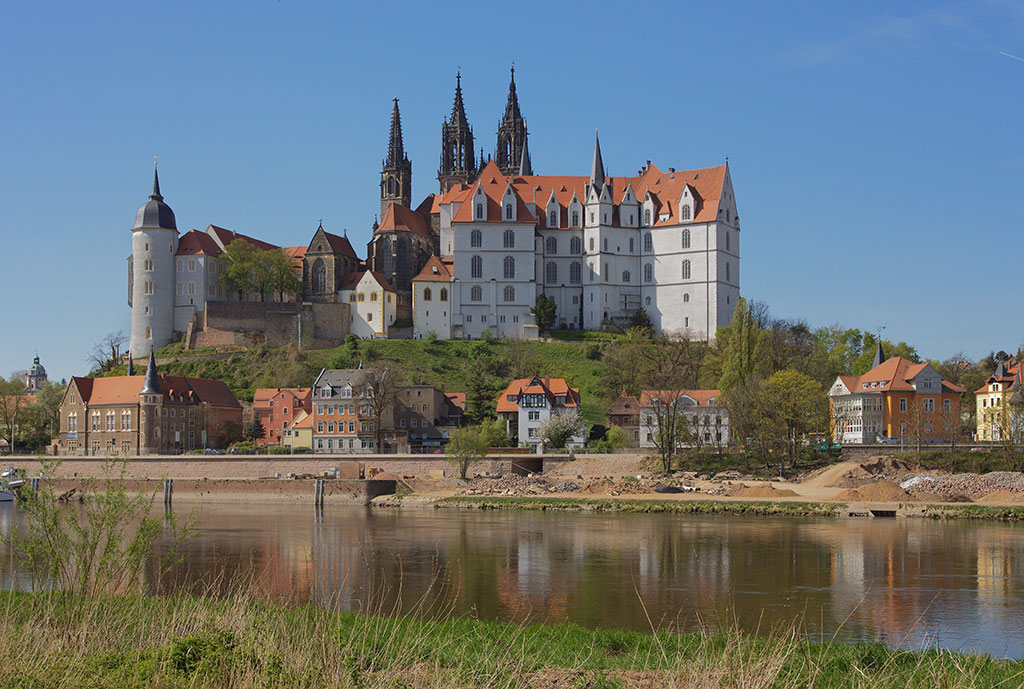
Замок Альбрехтсбург

### ЗамокАльбрехтсбург
Первый замок был, согласно преданию, заложен в 929 году королём Генрихом I Птицеловом во время его похода на славян. Он разбил свой лагерь на высоком берегу Эльбы. Вскоре сюда был назначен маркграф, который должен был обеспечивать безопасность пограничных земель. С 1089 года здесь живут маркграфы династии Веттинов. Известными маркграфами этой династии были Конрад Великий, Отто Богатый, Дитрих Угнетённый, Генрих Светлейший и Фридрих Сварливый, ставший курфюрстом Саксонии. Маркграфство Мейсен существовало до 1423 года.

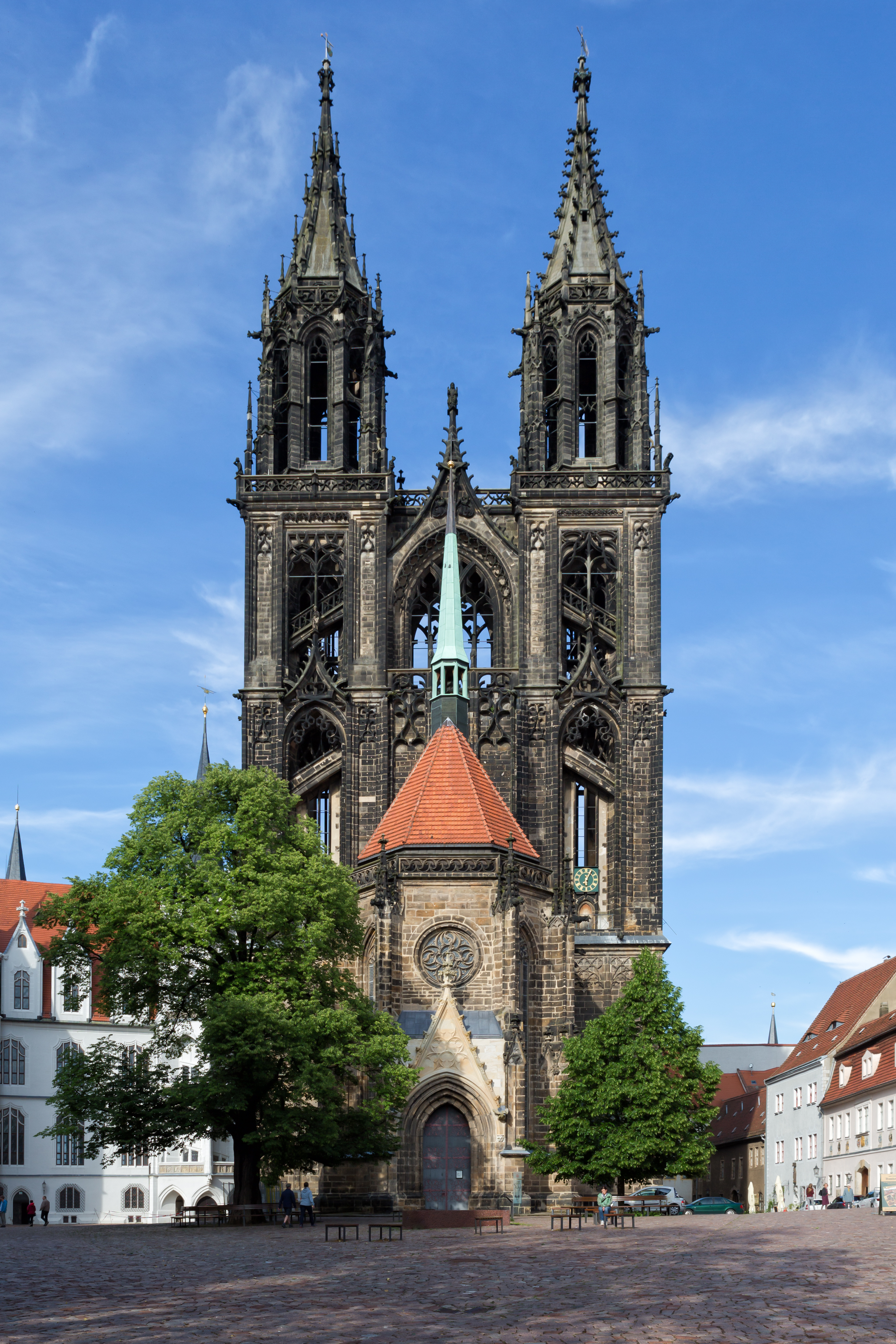
Собор

В XV веке братья Эрнст и Альбрехт Веттин, маркграфы Мейсена, решили построить новую резиденцию, в которой было бы достаточно места для двух дворов. Эта резиденция должна была стать и административным центром. Строительство было поручено гениальному архитектору Арнольду Вестфальскому в 1470 году. Таким образом, был построен первый дворец в истории архитектуры Германии, который получил своё имя лишь в 1676 году. Хотя во дворце было достаточно места, тем не менее, в нём никто не жил, поэтому в 1710 году Август Сильный приказал устроить здесь первую европейскую фарфоровую мануфактуру, которая располагалась в замке до 1863 года. Использование помещений замка под мануфактуру нанесло зданию серьёзный урон. Дворец был отреставрирован и с 1881 года является музеем, где выставлены коллекции фарфора и панно по истории Саксонии.

### Мейсенский собор

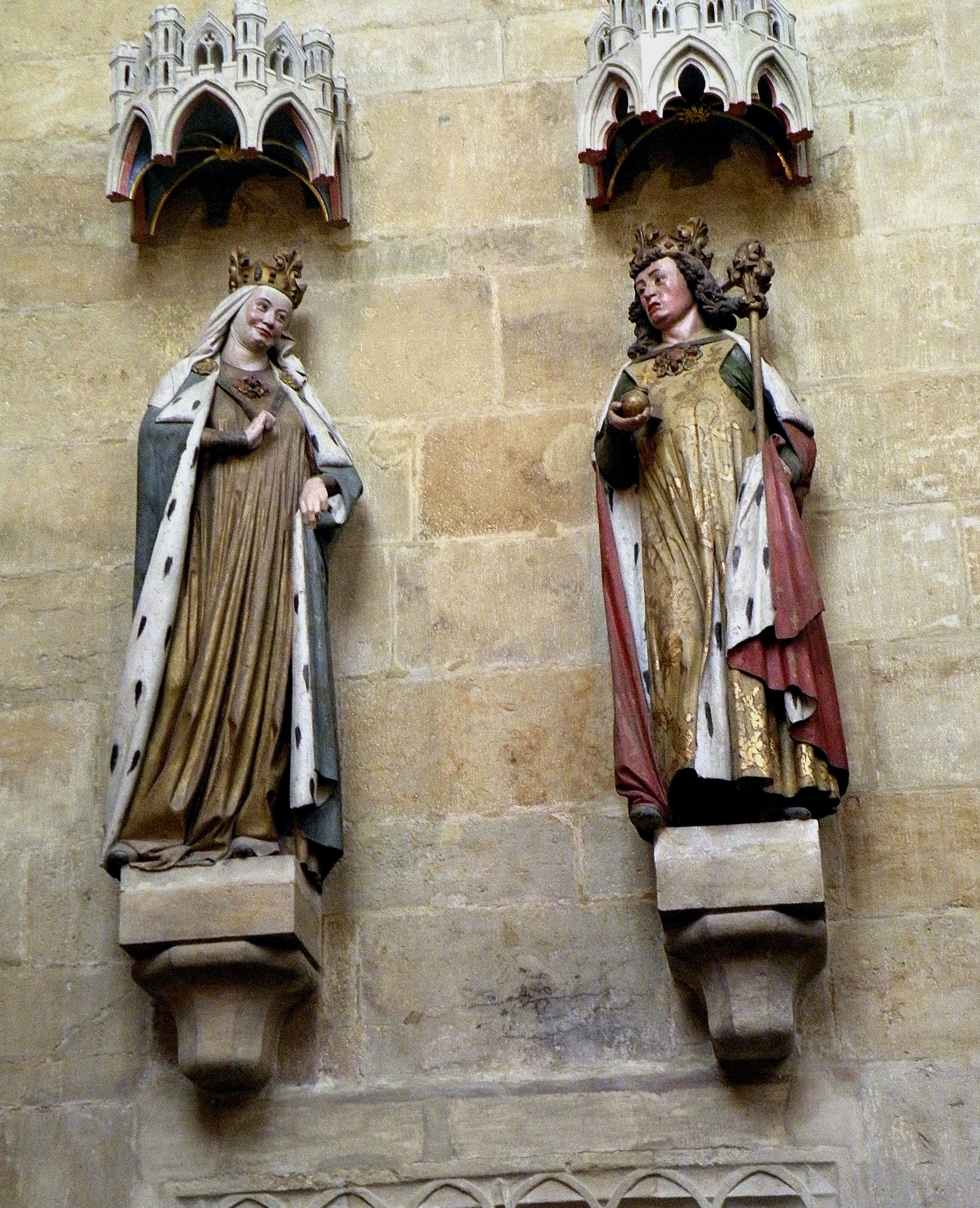
Оттон Первый и Адельгейда

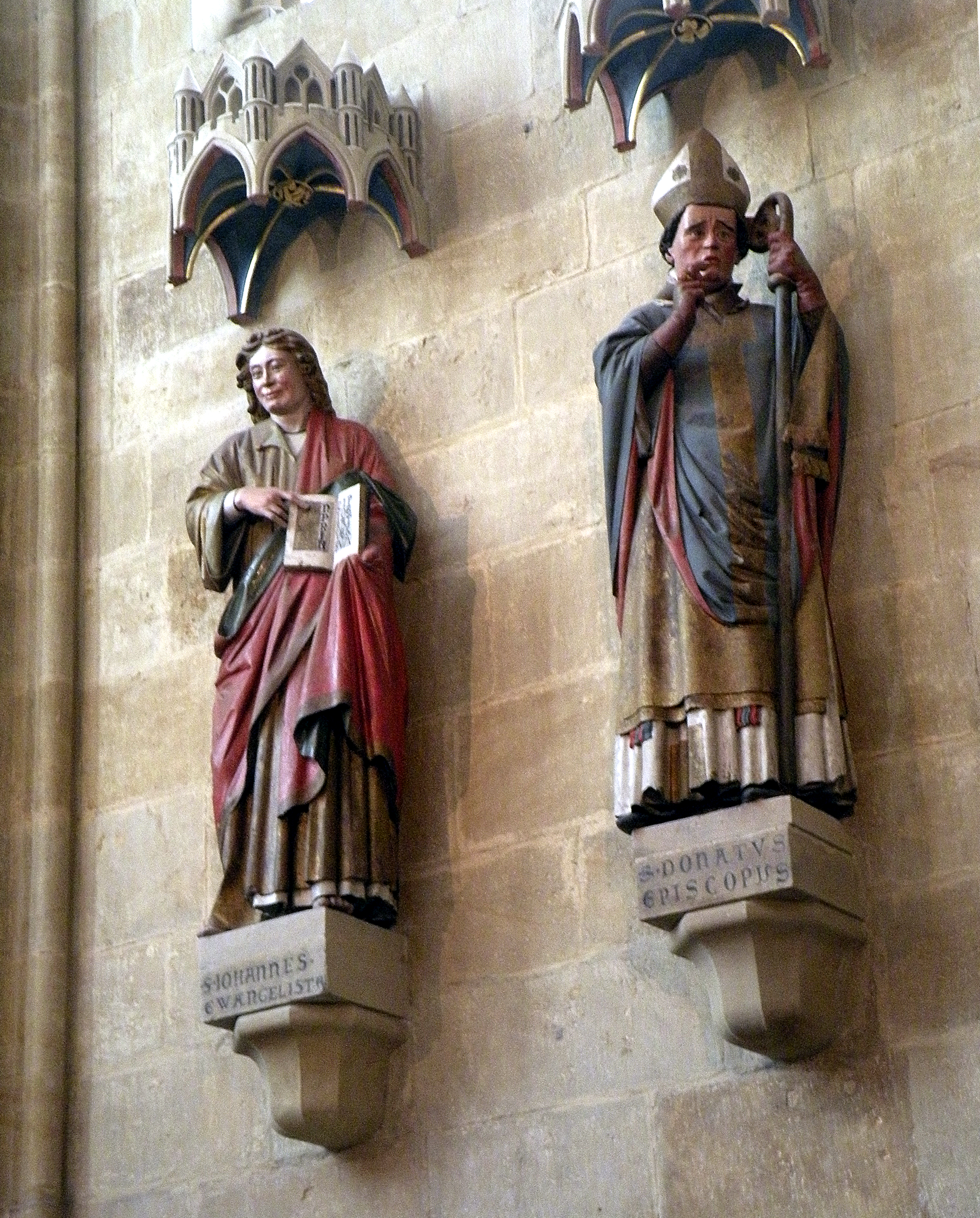
Иоанн и Донат

Собор посвящён Иоанну Богослову и св. епископу Донату. Дом и замок Альбрехтсбург на высоком левом берегу Эльбы создают неповторимый силуэт Майсена. Строительство собора было начато около 1250 года, на месте стоявшей здесь ранее романской базилики и закончено в 1400 году, а его обе башни были выстроены лишь в 1909 году.
Как сказал Гёте: «…внутри этот собор — самое стройное, самое красивое из всех зданий того времени, которые я знаю…». Хоры готического собора украшают скульптуры патронов Иоанна и Доната, а также основателей — императора Оттона Первого и его супруги Адельгейды. Высказывается предположение, что эти статуи созданы кем-то из школы мастера из Наумбурга, оставившего в соборе того города великолепные по психологической глубине изображения маркграфа и его жены Уты.

### Мануфактура по производству мейсенского фарфора
В 1709 году алхимик и аптекарь Иоганн Фридрих Бёттгер (1682—1719) изобрёл рецепт изготовления фарфора. Уже через год в замке Альбрехтсбург возникает фарфоровая мануфактура. Марка предприятия — скрещённые и изогнутые голубые мечи, взятые из герба Саксонии. В настоящее время мануфактура выпускает огромное количество сервизов и другой посуды, а также коллекционные экземпляры, настоящие произведения искусства.

### Замок Зибенайхен
Построен архитектором Эрнстом фон Милтицем около 1550 года, находится в парке с великолепными деревьями. Парк, разбитый уже в XVI веке, относится к старейшим ландшафтным паркам Саксонии. В прошлом дворец был местом немецкой духовной жизни, его посещали Новалис, Иоганн Готтлиб Фихте, Теодор Кёрнер и Генрих фон Клейст. С 1997 года в нём располагается Саксонская академия повышения квалификации учителей.

### Ратуша
Самое импозантное здание на рыночной площади рядом с прекрасно отреставрированными домами горожан эпохи Возрождения, барокко и готики. Она была построена между 1470 и 1486 годами. Примечательна огромная крыша площадью 13000 м². Мейсенская ратуша считается старейшей в Саксонии. В 2001 году была закончена её полная наружная реставрация.

### Колодец Генриха
Прямо перед бывшим францисканским монастырём стоит памятник первому немецкому королю Генриху I Птицелову и построенный в 1863 году колодец. Ещё в 1962 году вода в колодце была родниковой, сейчас она поступает из городского водопровода.

### Ворота Суконщиков
В 1614 году процветающей гильдией суконщиков городу были подарены входные ворота на городское кладбище. Таким образом, осевшие здесь фламандцы получили признание и авторитет в городе. С конца XV века эта гильдия заняла ведущее положение в городе, пока в XVIII веке не потеряла своего значения из-за появления английских и голландских полотен. Современные Ворота Суконщиков, находящиеся за церковью Богоматери, являются точной копией этих прекрасных ворот эпохи Возрождения.

### Церковь Богоматери
Эта зальная церковь построена в 1416—1500 годах и подверглась перестройке после пожара 1549 года. В 1929 году в честь 1000-летия Майсена на колокольне были вывешены первые фарфоровые колокола в мире. 37 колоколов ежедневно играют 6 мелодий. Колокола были созданы художественным руководителем мануфактуры, профессором Е. П. Бёрнером.

### Церковь святой Афры

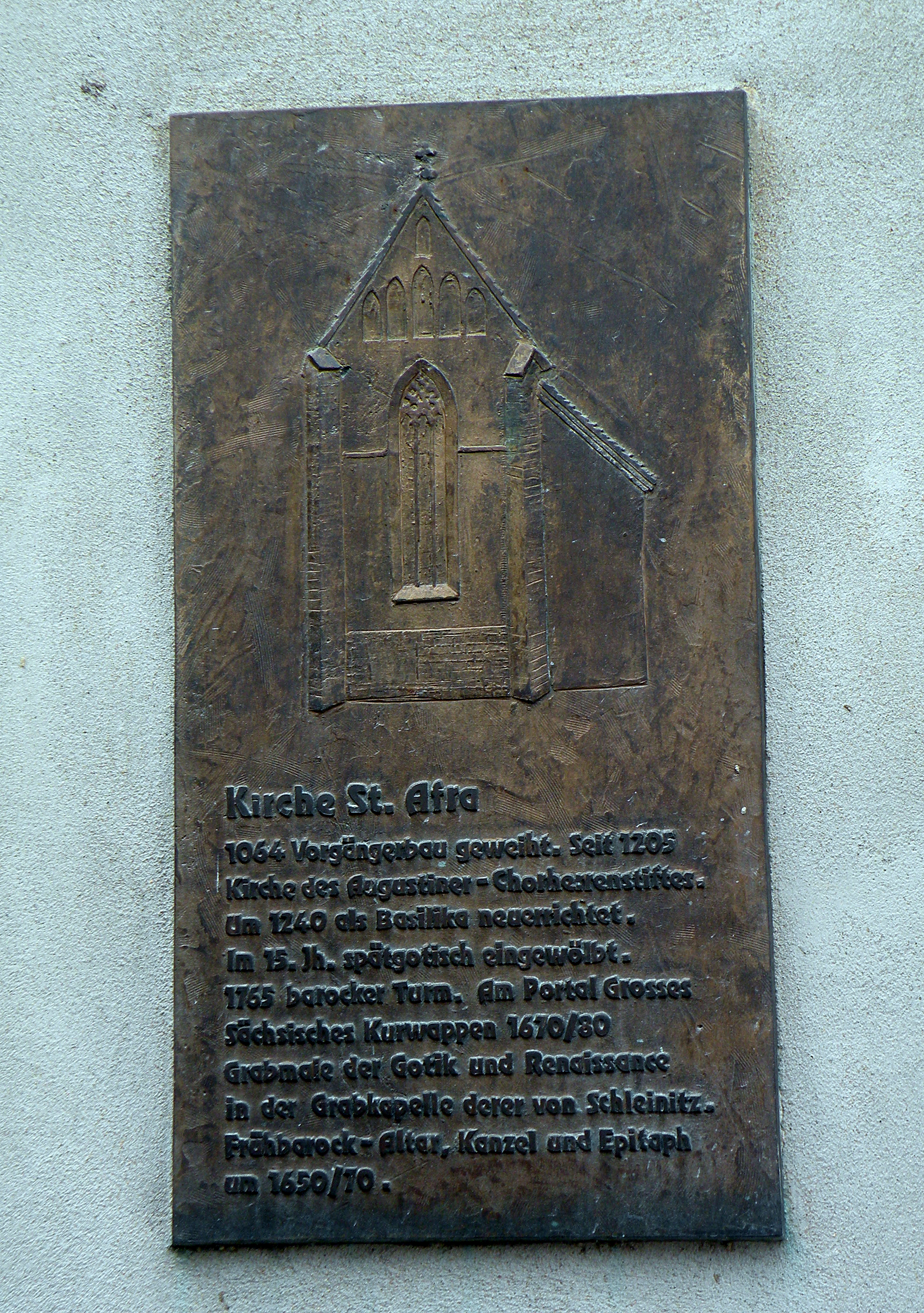
Аннотация к церкви Святой Афры

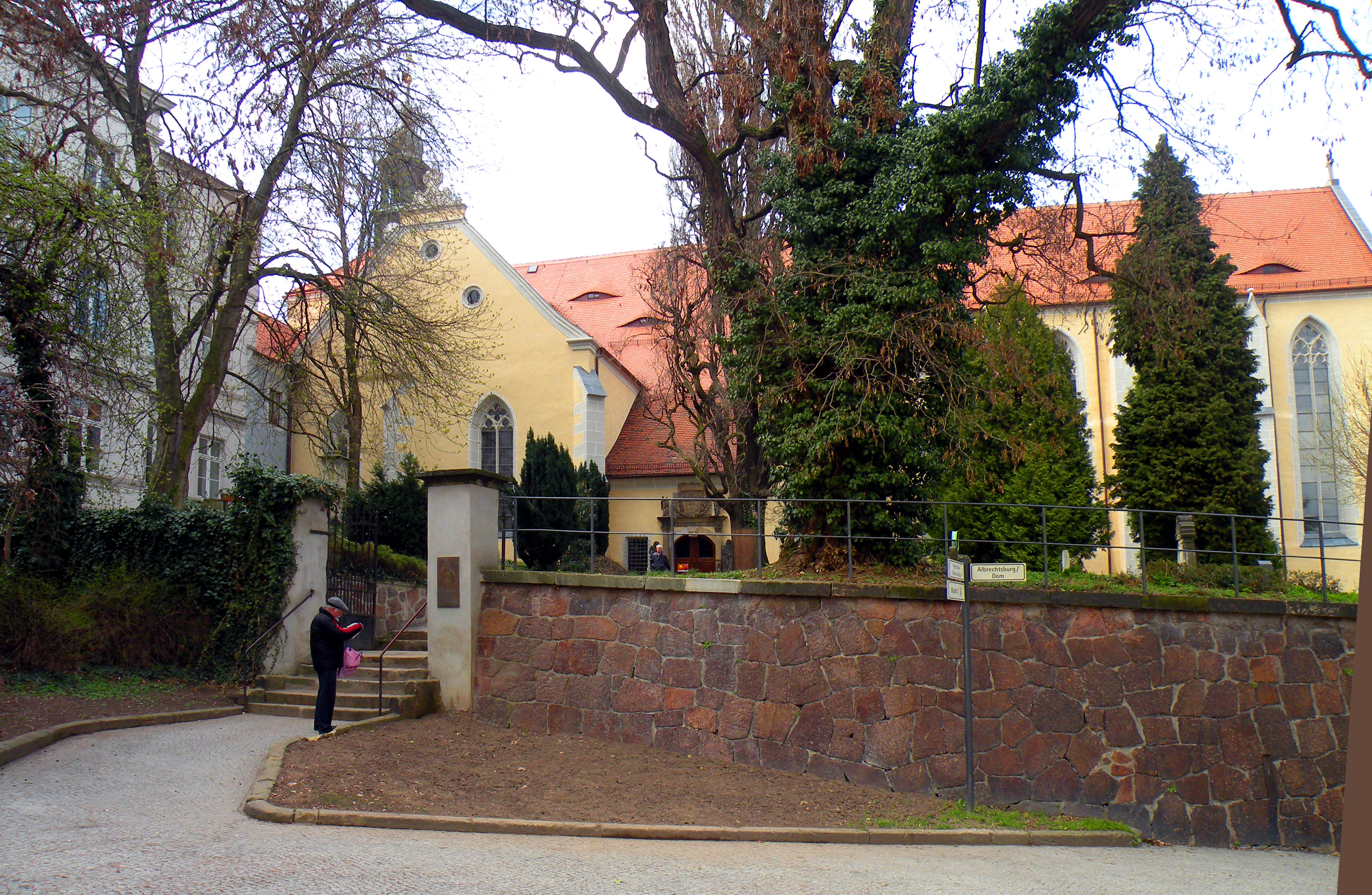
Церковь Святой Афры

Самая старая церковь Майсена. Возникла на месте придорожной часовни августинского канонического монастыря. В Средние века здесь, на вершине горы, жили знать и духовные лица марки Мейсен. Их укреплённые дома и дворы образовывали замкнутый квартал Фрайхайт («Слободу»), потому что его жители были освобождены от уплаты всех податей и повинностей. У дома № 9 в стиле фахверк, постройки 1564 года, растёт тысячелетний тис, а портал другого дома, постройки 1610 года, украшенный львами, один из красивейших в Майсене. Слева от церкви находился домициль учреждённой в 1543 году княжеской школы и школы для детей недворянского происхождения. В этом учебном заведении учились известные учёные и поэты Геллерт, Лессинг и врач Ганеман. Современная гимназия святой Афры находится неподалёку.

### Церковь святого Николая
Построена в 1921—1929 годах в память жертв Первой мировой войны. Внутри храма находятся самые большие, произведённые из мейсенского фарфора фигуры святых.

### Церковь Иоанна Крестителя
Построена знаменитым церковным зодчим Теодором Квентином из Пирны. Фарфоровый алтарь церкви создан Саксонской фабрикой печей, а её кафедра — фабрикой печей и фарфоровых изразцов Эрнста Тайхерта.

### Руины монастыря Креста
Находятся на левом берегу Эльбы. Бывший цистерцианский монастырь, учреждённый в 1217 году и распущенный во время Реформации, полностью разрушен во время войн XVII—XIX веков, ныне здесь располагается Майсенский экологический центр Ганеман.

### Бывшая церковь францисканского монастыря
Ныне городской музей Майсена.
Памятник скульптора Вернера Хемпеля в память о 26 гражданах Майсена, убитых во времена нацизма, а также 224 человек из разных стран, погибших во время Второй мировой войны на принудительных работах в Германии.

### Зоопарк
Неподалёку от дворца Зибенайхен находится зоопарк Зибенайхен. В зоопарке живут около 400 зверей 85 видов, он является излюбленным местом отдыха горожан.
В конце сентября проходит городской праздник вина.
На Рождество 24 окна ратуши превращаются в окошки рождественского календаря. Каждый день одно окошко открывается ребёнком, который при этом декламирует стихотворение.
В Майсене (ул. Шлоссбрюкке) проходили съёмки фильма «Семнадцать мгновений весны» режиссёра Татьяны Лиозновой.(Часть маршрута Плейшнера и Штирлица на явочную квартиру: вид на крыши с парапета)

## Местная кухня
Виноградники вокруг Майсена считаются самой северной винодельческой зоной мира. Там производятся сухие вина, которые по достоинству ценятся знатоками.
Мейсенский фуммель — это очень хрупкое печенье. По легенде оно было придумано, чтобы проучить посыльного саксонского короля, который любил выпить. По возвращении домой он должен был предъявить это печенье в целости и сохранности, что при тогдашнем состоянии дорог было невозможно сделать в пьяном виде.

## Экономика и промышленность
Самое известное предприятие города — Государственная фарфоровая мануфактура Майсена, производящая фарфор ручной работы.

## Транспорт
Майсен лежит на железнодорожной ветке Борсдорф-Косвиг, на которой находятся вокзалы Майсен и Майсен-Трибишталь. Майсен—Трибишталь — конечный пункт дрезденской городской железной дороги.
Майсен связан с Дрезденом также водным сообщением.
В 1899 году в городе была открыта электрическая трамвайная линия, которая перевозила до 1936 года людей, а до 1967 года — грузы.
В городе три моста. Один из них — комбинированная пешеходная зона и железнодорожный мост, мост в Старом городе и автомобильный мост через пойму Эльбы.
Туннель Шоттенберг длиной 720 м был открыт 2 мая 2007 года. Он был построен для разгрузки города от потока транзитного транспорта.

## Города-побратимы
- Арита, Япония
- Витри-сюр-Сен, Франция
- Керкира, Греция
- Легница, Польша
- Литомержице, Чехия
- Прово, США
- Фелльбах, Германия